# Nikolaj Jordanov
Nikolaj Jordanov (Bulgaars: Николай Йорданов) (13 januari 1975) is een Bulgaars voormalig voetbalscheidsrechter. Hij was in dienst van FIFA en UEFA tussen 2008 en 2020. Ook leidde hij tot 2020 wedstrijden in de A PFG.
Op 22 juli 2010 debuteerde Jordanov in Europees verband tijdens een wedstrijd tussen Dinamo Tbilisi en Gefle IF in de voorronde van de UEFA Europa League; het eindigde in 2–1 en de Bulgaarse leidsman gaf drie gele kaarten. Zijn eerste interland floot hij op 4 juni 2008, toen Cyprus met 0–0 gelijkspeelde tegen IJsland. Tijdens dit duel hield Jordanov zijn kaarten op zak.

## Interlands
| Datum           | Plaats          | Wedstrijd             | Uitslag | Competitie           | Kreeg geel | Kreeg voor de tweede keer geel en dus rood | Weggestuurd |
| --------------- | --------------- | --------------------- | ------- | -------------------- | ---------- | ------------------------------------------ | ----------- |
| 3 maart 2010    | Larnaca, Cyprus | Cyprus – IJsland      | 0 – 0   | Vriendschappelijk    | 0          | 0                                          | 0           |
| 6 februari 2013 | Attard, Malta   | Malta – Noord-Ierland | 0 – 0   | Vriendschappelijk    | 0          | 0                                          | 0           |
| 11 juni 2013    | Solna, Zweden   | Zweden – Faeröer      | 2 – 0   | WK 2014 kwalificatie | 4          | 0                                          | 1           |